# André Grabois
André Grabois (Rio de Janeiro, 3 de julho de 1946 – Araguaia, 14 de outubro de 1973) ZC ou José Carlos (nomes de guerra) foi um guerrilheiro comunista brasileiro, morto na Guerrilha do Araguaia.
É um dos casos investigados pela Comissão da Verdade, que apura mortes e desaparecimentos na ditadura militar brasileira.

## Biografia
Nascido em 3 de julho de 1946, filho de Alzira Grabois Reis e Maurício Grabois (fundadores do Partido Comunista do Brasil (PCdoB), André cresceu inserido em um ambiente político. Frequentou o curso primário na Escola Municipal Pedro Ernesto e fez o ginásio no Liceu Nilo Peçanha, na cidade de Niterói. Por influência de seu pai, desde muito cedo esteve envolvido em questões políticas, em especial do movimento comunista no Brasil. Com o golpe militar de 1964, e com apenas 17 anos de idade, precisou abandonar os estudos e entrar na clandestinidade, uma vez que sua família passou a ser perseguida. No ano de 1967 foi enviado à República Popular da China, junto a outros militantes também do Partido Comunista, para fazer um treinamento político e militar. No mesmo período, visitou a Albânia com o mesmo intuito. . Ao retornar ao Brasil, instalou-se com o pai e outros companheiros, como o médico João Carlos Haas Sobrinho, na localidade de Porto Franco, no Maranhão, onde alguns dos futuros guerrilheiros estabeleceram-se por algum tempo, trabalhando no comércio de alumínio, utensílios domésticos e na área da saúde, antes de se dirigirem à região do Araguaia. Morou também na região de Rondonópolis.
Sendo integrante de um dos primeiros grupos a chegar à área, em 1968, André Grabois passou a ser conhecido pelo codinome de "Zé Carlos", ou "ZC". No Araguaia, conheceu e casou-se com a guerrilheira e enfermeira Criméia Schmidt de Almeida, que grávida de André e com problemas durante a gestação, foi obrigada a deixar o Araguaia em junho de 1972, para procurar tratamento em São Paulo, escapando assim do aniquilamento posterior da guerrilha. O filho dos dois, João Carlos, nasceu na prisão e nunca conheceu o pai.
"Zé Carlos" foi o comandante do Destacamento A da guerrilha, baseada na área de Faveira, do inicio da ofensiva militar até outubro de 1973. Entre os dias 13 e 14 de outubro, seu grupo, que caçava e preparava porcos-do-mato para alimentação na roça de um caboclo local que aderiu à guerrilha, foi surpreendido numa emboscada por uma patrulha do exército comandada pelo major Lício Maciel. André e mais três guerrilheiros foram mortos no tiroteio trocado com a patrulha.
Seu corpo nunca foi encontrado e é dado como desaparecido.

## Morte
Segundo o Relatório Arroyo, a morte de André Grabois teria ocorrido em 13 de outubro de 1973, na companhia de outros guerrilheiros. Nesse dia, ele, Antônio Alfredo de Lima, Nunes (também conhecido como Divino Ferreira de Souza), Zebão (João Gualberto Calatrone) e João (Dermeval da Silva Pereira) haviam ido apanhar porcos para a alimentação na antiga roça de Alfredo, chegando ao local por volta das 9 horas. Após o abate dos porcos, próximo ao meio dia, quando preparavam-se para sair, um barulho chamou a atenção de Alfredo. Logo em seguida, surgiram por entre as matas soldados apontando as armas e alvejando o grupo. João conseguiu escapar, mas os outros companheiros foram mortos no ataque.  

Maurício Grabois, pai de André, mantinha um diário relatando o conflito do Araguaia. Nele, fez diversas referências ao filho. Ao narrar as circunstâncias da morte de Zé Carlos, Maurício relata: 
"No dia 13 (de outubro), um grupo chefiado por ZC, composto por Nunes, João (Araguaia), Zebão e Alfredo, dirigiu-se a um depósito para apanhar farinha. No dia anterior, Alfredo e outros combatentes insistiram junto ao comandante para se matar 3 porcos do destacamento, que estavam numa capoeira abandonada. ZC repeliu com energia a proposta, dizendo que ela afetava a segurança e que "não se devia morrer pela boca". Por isso, só iriam buscar farinha. No entanto, no meio do caminho, sob pressão de alguns combatentes, deixou-se convencer de apanhar os porcos. E o grupo enveredou capoeira adentro. Então, foram cometidas uma série de facilidades: os porcos foram mortos a tiros, acendeu-se o fogo, não se deu importância ao helicóptero que sobrevoava o local e permaneceu-se demasiado tempo na capoeira. Ainda estavam os guerrilheiros dedicados à tarefa de tratar os porcos quando foram surpreendidos pelo inimigo. João procurou fugir e ouvir descargas de metralhadora. Mas obteve êxito. Foi ele que relatou o ocorrido. Em sua opinião, os outros 4 combatentes, que não apareceram no acampamento, foram mortos".
Dias depois, outros combatentes precisaram as informações acrescentando que "quando o inimigo os surpreendeu, na primeira rajada de metralhadora, sucumbiram logo Nunes e Zebão; José Carlos ainda conseguiu apanhar o fuzil e disparar 3 tiros".
"Assim, o DA foi duramente golpeado. Perdeu seu comandante, homem capaz e um dos mais puros revolucionários. Estava ligado ao Partido desde os 16 anos e ainda podia dar muito à revolução. Era excelente comandante. O primeiro erro que, no entanto, cometeu, lhe foi fatal. Tinha 27 anos e seu verdadeiro nome era André Grabois".

### Outras versões sobre sua morte
Diferente do que consta nas versões oficiais, Divino Ferreira de Souza -  até então, morto no mesmo episódio -, teria falecido no dia 14 de outubro de 1973, segundo o Relatório do CIE, Ministério do Exército. Em 26 de junho de 2005, em depoimento à Câmara dos Deputados, Lício Augusto Maciel (que acompanhava Divino na operação) confirmou ter atirado em André Gabois:
"Quase encostei o cano da minha arma em André Grabois: 'Solte a arma!'. Ele deu aquele pulo e a arma já estava na minha direção. Não deu outra: os meus companheiros, que chegavam, acertariam o André, caso eu tivesse errado, o que era muito difícil, pois estava a um metro e meio, dois metros dele.”

Em depoimento à Comissão Nacional da Verdade (CNV), o segundo tenente da Polícia Militar de Goiás, João Alves de Souza, afirmou não ter participado do evento que resultou na morte de André Gabois, mas que teria feito um informe sobre as execuções:
“Só fiz um informe e uma informação para a zona de reunião de que esses elementos foram assassinados brutalmente e covardemente. Aí quase que eu fui preso e detido por essa informação, eu tive que dar explicações por isso”.
Além disso, outras testemunhas como Manoel Leal de Lima (Vanu) e Antônio Félix da Silva, que serviram de mateiros ao Exército no período da guerrilha, informam que André foi morto ao se deparar com os militares. Manoel, ex-guia do exército, afirmou que acompanhava um grupo formado por: Major Adurbo (Asdrúbal – coronel Lício Augusto Ribeiro Maciel), sargento Silva, um cabo e cinco soldados, numa localidade denominada Caçador, quando encontraram os outros cinco guerrilheiros.
Eles estavam matando porcos, quando os militares abriram fogo e mataram Zé Carlos, Alfredo e Zebão. Já Antônio Félix da Silva, outro ex-guerrilheiro, declarou que ouviu de Manoel mais informações sobre Divino Ferreira de Souza. Ele teria colocado o corpo dos três guerrilheiros mortos – Zé Carlos, Zebão e Alfredo – em cima de uma égua e conduzido da fazenda de Geraldo Martins – onde ocorrera o confronto – até a casa do pai de Antônio Félix – onde foram enterrados. 
Antônio acrescenta que voltou ao local um mês depois e encontrou a terra remexida e, meses depois, já não havia vestígios dos ossos no local. Quanto ao paradeiro dos corpos dos guerrilheiros, no livro Mata! O Major Curió e as guerrilhas no Araguaia, o tenente da reserva José Vargas Jiménez alegou tê-los visto expostos ao sol, dias depois do combate liderado por Lício.

## Conclusão da Comissão Nacional da Verdade
Andre Grabois é considerado até hoje um desaparecido político, por não ter sido entregues os restos mortais aos seus familiares, não sendo possível assim a realização de seu sepultamento, assim exposto Sentença da Corte Interamericana no caso Gomes Lund e outros.

## Homenagens
O nome do militante foi dado a uma rua de São Paulo, localizada no bairro Jardim Guanhembu, que fica na zona Sul da cidade. 